# 中国国际电视总公司
中国国际电视总公司（英語：China International Television Corporation，缩写为，前名為「中國電視國際服務公司」）是中国大陆规模最大、盈利能力最强的传媒集团公司之一。成立于1984年，1997年进行了资产重组和机构调整，現為中国中央电视台全资控股的公司。在擁有自己的商標之前，長期使用原中国中央电视台台标“蝴蝶标”。

## 主要业务
中国国际电视总公司以传媒产业为主，亦采取多元化经营策略，旗下有电视剧制作、节目销售、广告经营、收视调查等众多子公司。业务主要有节目制作、节目发行、音像出版、广告经营、市场调查、技术开发、实业投资、旅游服务、网络电视、移动电视、电视购物、国际传播、动画产业、体育产业、演艺传播、平面媒体等等，形成了一条强大的产业链。

## 其他功能
中国中央电视台节目版权的全球营销代理。中国电视节目外销联合体唯一的对外版权代理商，拥有电视节目引进权。
拥有中国内地的境外卫星节目独家代理权，代理权归其全资子公司中视卫星电视节目有限责任公司所有。

## 中视影视制作有限公司代表作品
- 《我的兄弟叫顺溜》、《保卫延安》、《人间正道是沧桑》、《四世同堂》
- 《DA师》、《大宋提刑官》、《延安颂》、《沧海》、《清网行动》、《剧场》、《中国式法庭》、《大清徽商》、《琅琊榜》
- 《李小龙传奇》、《卧薪尝胆》、《西圣地》、《钢铁是怎样炼成的》、《张小五的春天》、《中国远征军》、《感动生命》、《野鸭子》、《山里红》、《延安爱情》、《林师傅在首尔》、《下海》、《我的父亲是板凳》、《锁定美军特使》等。

## 签约演员
- 边潇潇、曹颖、凌潇肃、萨日娜、王东方、王姬

## 外部連結
- 官方网站